# Achaea teterrima
Achaea teterrima is een vlinder van de familie van de spinneruilen (Erebidae). De wetenschappelijke naam van deze soort is voor het eerst voorgesteld als Ophisma teterrima door George Francis Hampson in een publicatie uit 1913.
De soort komt voor in Nigeria en Congo-Kinshasa.